# Sandaogou, Jilin
Sandaogou är en köpinghuvudort i Kina. Den ligger i provinsen Jilin, i den nordöstra delen av landet, omkring 270 kilometer sydost om provinshuvudstaden Changchun. Antalet invånare är 2 979. Befolkningen består av 1 402 kvinnor och 1 577 män. Barn under 15 år utgör 12,0 %, vuxna 15-64 år 78 %, och äldre över 65 år 8,0 %.
Runt Sandaogou är det ganska tätbefolkat, med 62 invånare per kvadratkilometer. Närmaste större samhälle är Hongtuya, 15,3 km norr om Sandaogou. I omgivningarna runt Sandaogou växer i huvudsak blandskog.
Genomsnittlig årsnederbörd är 1 081 millimeter. Den regnigaste månaden är juli, med i genomsnitt 326 mm nederbörd, och den torraste är januari, med 11 mm nederbörd.